# Paranavaí (microregio)
Paranavaí is een van de 39 microregio's van de Braziliaanse deelstaat Paraná. Zij ligt in de mesoregio Noroeste Paranaense en grenst aan de microregio's Astorga, Floraí, Cianorte, Umuarama, Iguatemi (MS), Nova Andradina (MS) en Presidente Prudente (SP). De microregio heeft een oppervlakte van ca. 10.182 km². In 2006 werd het inwoneraantal geschat op 263.088.
Negenentwintig gemeenten behoren tot deze microregio:
- Alto Paraná
- Amaporã
- Cruzeiro do Sul
- Diamante do Norte
- Guairaçá
- Inajá
- Itaúna do Sul
- Jardim Olinda
- Loanda
- Marilena
- Mirador
- Nova Aliança do Ivaí
- Nova Londrina
- Paraíso do Norte
- Paranacity
- Paranapoema
- Paranavaí
- Planaltina do Paraná
- Porto Rico
- Querência do Norte
- Santa Cruz de Monte Castelo
- Santa Isabel do Ivaí
- Santa Mônica
- Santo Antônio do Caiuá
- São Carlos do Ivaí
- São João do Caiuá
- São Pedro do Paraná
- Tamboara
- Terra Rica

Mesoregio's: Centro Ocidental Paranaense · Centro Oriental Paranaense · Centro-Sul Paranaense · Metropolitana de Curitiba · Noroeste Paranaense · Norte Central Paranaense · Norte Pioneiro Paranaense · Oeste Paranaense · Sudeste Paranaense · Sudoeste Paranaense

Microregio's: Apucarana · Assaí · Astorga · Campo Mourão · Capanema · Cascavel · Cerro Azul · Cianorte · Cornélio Procópio · Curitiba · Faxinal · Floraí · Foz do Iguaçu · Francisco Beltrão · Goioerê · Guarapuava · Ibaiti · Irati · Ivaiporã · Jacarezinho · Jaguariaíva · Lapa · Londrina · Maringá · Palmas · Paranaguá · Paranavaí · Pato Branco · Pitanga · Ponta Grossa · Porecatu · Prudentópolis · Rio Negro · São Mateus do Sul · Telêmaco Borba · Toledo · Umuarama · União da Vitória · Wenceslau Braz